# 1977 na Coreia do Sul
Esta é uma cronologia dos principais fatos ocorridos no ano de 1977 na Coreia do Sul.

## Incumbentes
- Presidente – Park Chung-hee (1962–1979).
- Primeiro-ministro – Choi Kyu-hah (1975–1979).

## Eventos
- 11 de novembro – Explosão de dinamite na estação ferroviária de Iri, em Jeolla do Norte, mata 59 pessoas e deixa mais de 1.300 feridos.

## Nascimentos
- 27 de fevereiro – Ji Sung, ator
- 14 de março – Kim Nam-Il, futebolista
- 5 de maio – Choi Kang-hee, atriz
- 9 de maio – Choi Jung-yoon, atriz
- 12 de agosto – Park Yong-ha, ator e cantor (m. 2010)
- 9 de setembro – Chae Jung-an, atriz e cantora
- 28 de setembro – Pak Se-ri, golfista
- 25 de dezembro – Uhm Ji-won, atriz
- 31 de dezembro – Psy, cantor